# Синдром кинеског ресторана
Синдром кинеског ресторана  је врста реакције преосетљивости на мононатријум глутамат (акроним МSG од енг. речи Monosodium glutamate ), један од зачина који се често користи у кинеској кухињи, и не спада у хемијско тровање храном.  
Код осетљивих људи, мононатријум глутамат може да изазове напетост лица, бол у грудима и осећај печења у целом телу. Количина мононатријум глутамата која може изазвати ове симптоме значајно варира од особе до особе.

## Дефиниција синдрома
Синдром кинеског ресторана је група симптома (као што је утрнулост врата, руку и леђа са главобољом, вртоглавицом и палпитацијама) за који се сматра да се јавља код осетљиве особе које једу кинеску храну, посебно ону јако зачињену мононатријум глутаматом.

## Историја
Први случај са синдром кинеског ресторана описан је 1968. године када је,  по први пут, објављено низ извештаја у којима су прикупљане информације о различитим озбиљним реакцијама које су се појавиле након конзумирања кинеске хране.
У то време ови симптоми су били повезани са моносодијум глутаматом (или Е-621), једном од додатака храни који се углавном користи у кинеској кухињи као адитив за добијање  или појачавање ароме, чија употреба у неким намирницама није забрањена.
Међутим, многе научне студије нису биле у стању да докажу везу између мононатријум глутамата и симптома које неки људи описују након конзумирања кинеске хране. У том смислу  Америчка управа за храну и лекове одавно је одобрила МSG за конзумацију, јер њихове  студије нису успеле да покажу да хемикалија изазива наводни "синдром". 
Упркос томе, могуће је да су неки људи осетљиви на адитиве у храни, а у овом синдрому посебно на мононатријум глутамат.

## Опште информације
Кинеска јела и супе садрже мононатријум глутамат (МSG) као главни састојак који изазива зависност. Осетљива особа након уноса ове хране може да пати од главобоље, вртоглавице, знојења, болова у стомаку и уртикарије у року од неколико сати од конзумирања МSG. 
Ангиоедем може бити одложен до 8-16 часова након конзумације МSG- може трајати 24  часа. Овај одложени по живот опасан ефекат у облику ангиоедема отежава дијагнозу.
Појачивач укуса функционише када се молекули МSG везују за рецепторе на језику који природно осећају кључну хемикалију укуса коју садржи - глутамат.
Глутамат је једињење које се природно налази у храни од мајчиног млека до пармезана.
МSG је патентирао 1909. године јапански хемичар професор Кикунае Икеда са Универзитета у Токију који је први изоловао глутамат из супе направљене од сушене конбу алге. Он је овом свом проналаску дао име „суштина укуса“ и описао његов неизрециви укус као „умами“, који је данас препознат као један од пет основних укуса. Наиме у одавно је познато да постоје четири основна укуса - слатко, кисело, слано и горко. Сада се сматра да постоји и пети укус, који се зове "умами". Умами је  „суштина укуса“  који се природно јавља у храни као што су парадајз и зрели сир. Баш као што чоколадна јела стимулишу рецепторе слатког укуса на нашем језику, једење хране зачињене МSG-ом стимулише глутаматне или „умами“ рецепторе на нашем језику, побољшавајући  „суштину укуса“ ових намирница.
Данас се МSG налази на полицама продавница, обично направљен од ферментисане шећерне репе или меласе шећерне трске, у процесу сличном начину на који се производи соја сос.
Иако су се анегдотске тврдње да МSG има штетних ефеката умножиле од средине 20. века, ниједна студија није утврдила било какав прихваћен механизам штете.
Преглед научне литературе из 2019. у часопису Food Science and Food Safety закључио је да тврдње које повезују МSG са низом болести нису научно поткрепљене.

### Клинчка слика
Већина пацијената са синдромом кинеског ресторана пати од следећих симптома:
- црвенило коже
- бол у грудима
- главобоља
- жарење у устима
- обамрлост
- осећај притиска или отицања лица
- прекомерно знојење

## Дијагноза
Овај синдром се дијагностикује пре свега на основу знакова и симптома од којих особа пати. У историји болести доктор обично пита да ли је пацијент конзумирао кинеску храну у последњих неколико сати, или је конзумирао било коју другу храну која садржи мононатријум глутамат у последња два сата.
Такође је могуће да се уз горе наведене симптоме узму у обзир и други знаци:
- абнормални срчани ритам
- брзи откуцаји срца
- смањење уноса ваздуха у плућа (диспнеја).

## Терапија
Врста терапије и дужина лечења  је симптоматска и зависи од симптома, мада  код велике већини, пацијената није потребно применити било који вид лечења.
Међутим, симптоми опасни по живот, који могу бити слични симптомима било које друге тешке алергијске реакције, требају хитну медицинску помоћ и пријем у јединицу интензивне неге.

## Превенција
Имајући у виду преосетљивости на мононатријум глутамат, велики број најбољи кувара, али и кувари у одређеним ресторани избегавају МSG и уместо тога се ослањају на мало шећера или најсвежије и најфиније састојке којима није потребно побољшање укуса глутаматом.